# The Pandoras
Le Pandoras furono una band tutta al femminile di Los Angeles in California attiva dal 1983 al 1990, nata come parte della scena garage rock di Hollywood. Più tardi la band virò suono ed immagine verso un hard rock più contemporaneo. Le Pandoras furono poi parte della scena Paisley Underground che proponeva un'estetica fortemente influenzata dal garage rock e dalla psichedelia della West Coast anni '60.
La cantante ed autrice della band Paula Pierce, morì il 10 agosto 1991 per un aneurisma all'età di 31 anni

## Discografia

### Albums e mini-albums
- 1984 - It's About Time (Voxx Records)
- 1986 - Stop Pretending ( Rhino Records)
- 1987 - Come Inside (Elektra Records)
- 1988 - Rock Hard (mini-album -  Restless Records)
- 1989 - Live Nymphomania (Restless Records)

### Singoli ed EPs
- 1984 - I'm Here I'm Gone (EP - Moxie Records)
- 1984 - Hot Generation/You Don't Satisfy (Single - Voxx Records)
- 1986 - In And Out of My Life (In a Day)/The Hump (Rhino Records)
- 1999 - I Didn't Cry/Thunder Alley (Dionysus)
- 2014 - "Joyride" (Oh Long Johnson Records)
- 2014 - "Flashback Forever" (Oh Long Johnson Records)

### Compilazioni
- 1985 - Enigma Variations (Enigma)
- 1985 - What Surf II (what records)
- 1993 -  Battle of the Garages, Vol. 2 (Voxx Records)
- 1994 - Tales From The Rhino (Rhino Records)
- 1994 - Destination Bomp (Voxx Records)
- 1996 - The Roots of Power Pop (Voxx Records)
- 2000 - Be A Caveman: The Best Of The Voxx Garage Revival (Voxx Records)

### Video/DVD
- Slipping Through the Cracks (An Uprising of Young Pacifics) (video); IceWorld Video

### Bootleg
- 1994 - Psychedelic Sluts (Erekta)